# Fuero de Miranda de Ebro

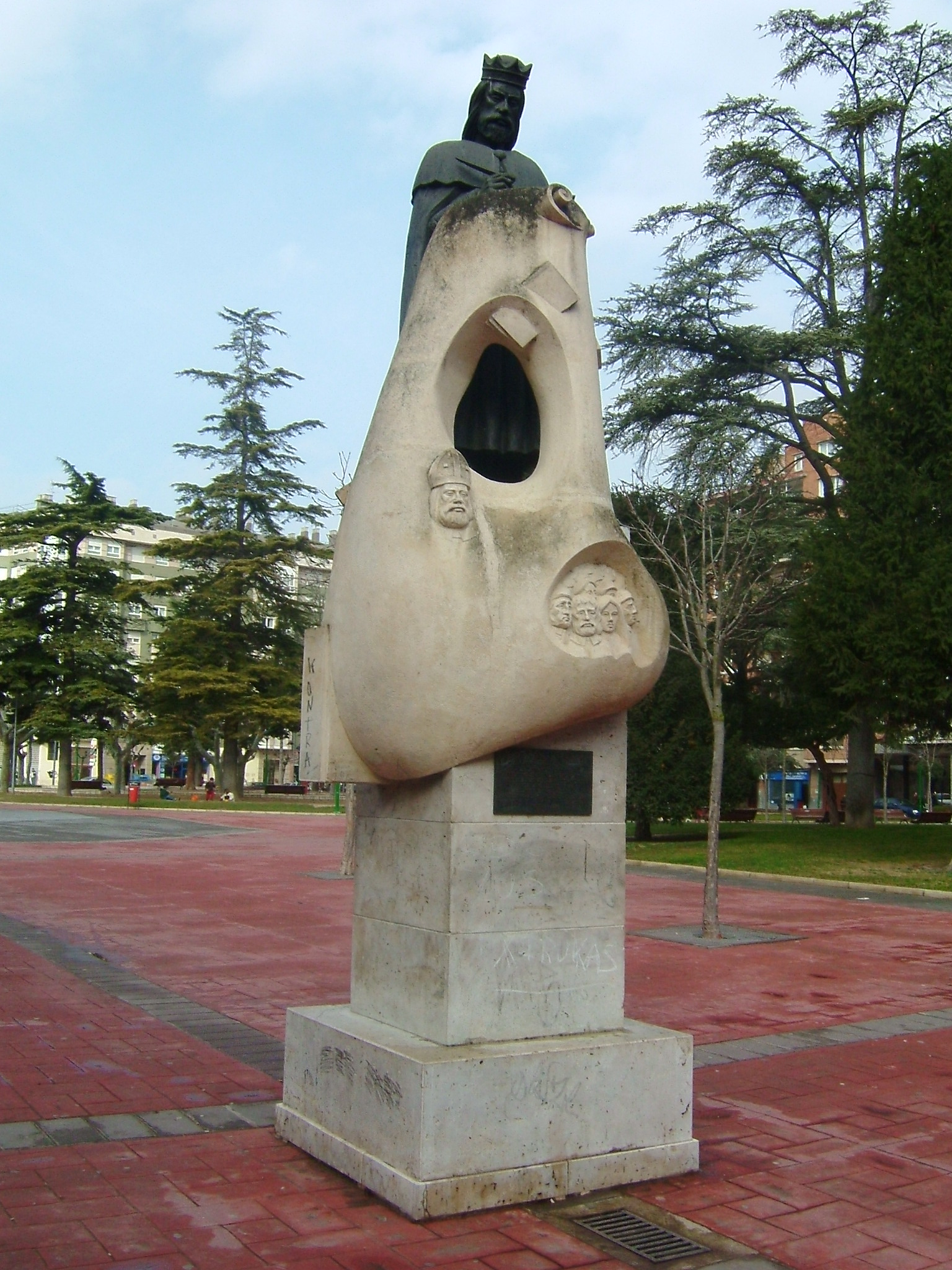
Monumento del IX Centenario del Fuero de Miranda.

El fuero de Miranda de Ebro, concedido por el monarca Alfonso VI en enero de 1099 (o por Alfonso VIII en 1177), jugó un papel esencial en la historia de la localidad y sus habitantes durante un buen número de siglos y generaciones. Conocedores de su privilegio, los mirandeses se rigieron por la normativa establecida en su Fuero, defendiendo una y otra vez que sus derechos y concesiones les fueran respetados y reafirmados por los poderes dominantes; de ahí las sucesivas confirmaciones con que distintos monarcas (Sancho III, Alfonso VIII, Fernando IV) ratificaban el contenido y vigencia del documento original.
El documento que hoy día se conserva está depositado en el Archivo Histórico Municipal de Miranda de Ebro, data del 24 de febrero de 1298, y tiene unas dimensiones de 665 x 850 milímetros. Se trata de la confirmación del Fuero de Miranda de Ebro realizado por Fernando IV en dicha fecha, y contiene el texto original de Alfonso VI, así como sus sucesivas confirmaciones y ampliaciones.

## Causas
El deseo de atraer y asentar la población en un punto ubicado en un importante nudo de comunicaciones (ya en aquella época lo era gracias a su puente o sus vados sobre el Ebro), dentro de una franja geográfica sometida a disputas frecuentes sobre su control político entre diferentes coronas, es lo que motivó a Alfonso VI la concesión de este fuero en enero de 1099.
El fuero mirandés se asemeja tanto al Fuero de Logroño, promulgado por el mismo rey en 1095, hasta el punto de reproducir textualmente varias de sus normas, modificando otras e introduciendo algunas disposiciones exclusivas para la ciudad. Tanto en este caso como en el riojano, Alfonso VI señala su validez para los pobladores ya asentados y para quienes llegarán en el futuro, debiendo someterse a su articulado tanto los hispanos como los francos, los moros y los judíos.

### Controversia
Otra hipótesis apunta a que, aunque la fecha de 1099 es la más extendida en los documentos, existen ciertos estudios comparativos con el fuero de Logroño que consideran que el fuero mirandés se trata de una copia extraída de un documento logroñes fechado en 1157 que más tarde se reelaboró para presentarlo, y confirmarlo, por Alfonso VIII en diciembre de 1177. De este modo los mirandeses presuntamente consiguieron confirmar un fuero que nadie dio y evadieron parte del poder feudal que tanto estaba creciendo en aquel momento.
En contra de esta hipótesis, algunos prestigiosos medievalistas sostienen que los estudios comparativos sólo se centran en el aspecto institucional y no en el cronológico. Lo único claro en la discusión sobre la fecha de redacción del fuero es que en el documento aparece la fecha de 1099 como la auténtica y que sin duda todo el documento narra la validez de dicha fecha.

## Contenido
El fuero determinaba medidas de repoblación, comerciales y judiciales. Entre las medidas otorgadas se encuentran:

### Privilegios a los ciudadanos
- El fuero incluía la concesión de un extenso territorio, o alfoz, formado por aldeas, huertos, pastos, etc., sobre la cual ejercía su control el concejo mirandés, estableciéndose la total libertad para que el vecindario usara los pastos, leña y aguas del término. En dicho alfoz se integran las aldeas de Cellorigo y Bilibio.
- El derecho a sus beneficiarios a comprar, heredar y recibir bienes, sin pagar impuestos por dichas operaciones. Si debían abonar, en cambio, al señor de la villa un impuesto anual sobre sus propiedades inmuebles (elemento típico de la edad feudal).

### Privilegios judiciales
- Los vecinos no respondían desde el punto de vista jurídico sino ante el derecho local establecido por su fuero, de modo que los merinos de Castilla o Álava no podían entrar en la ciudad, y la justicia era por tanto impartida por un merino residente en Miranda y nombrado directamente por el Señor de la Villa.
- Prohibía que los mirandeses fueran sometidos a "ordalías" o "pruebas de fuego", con los que se pretendía establecer la inocencia o culpabilidad de los acusados en la supuesta creencia de que quienes fueran inocentes no se verían lastimados al sostener, por ejemplo, un metal al rojo vivo.
- Se garantizaba la inviolabilidad de los domicilios, al punto de que podía darse muerte sin responsabilidad al merino que penetrase en ellos sin autorización expresa.
- Eximía al conjunto de los mirandeses de responsabilidad colectiva en el supuesto de homicidio cometido en la ciudad o su alfoz, debiendo realizarse diligencias para establecer las responsabilidades individuales.
- Salvaguarda el orden público persiguiendo hasta con pena de muerte a quienes cometieran delito de hurto o violación.
- Los vecinos gozarían de la exención de cumplir con las obligaciones militares comunes.

### Privilegios mercantiles
- Establecía para Miranda un mercado semanal a celebrar los miércoles: para participar en el mismo, los vecinos mirandeses habían de pagar una tasa por el paso del pan, la sal y los frutos, estando libres de impuesto el resto de mercancías vendidas en el mercado.
- Los foráneos que acudiesen a comerciar debían pagar su portazgo sobre cualquier tipo de producto.
- La Carta Foral disponía que los habitantes del alfoz mirandés podían acudir sin pagar tributo alguno a tres mercados a celebrar en la ciudad en el mes de marzo.

La importancia económica del fuero resultaba patente, dado que el derecho a cobrar el tributo del portazgo potenciaría el crecimiento local: no en vano Miranda se convertía en paso obligado de mercancías y personas entre las márgenes izquierda (Álava) y derecha ( provincias de Burgos y La Rioja) del Ebro, prohibiéndose establecer otro puente o barca entre Miranda de Ebro y Logroño para cruzar el río. En la siguiente cita se muestra el párrafo original del fuero en el que se da constancia de este privilegio.

" ...Omnes homines de terra lucronii, aut de nagera, aut de rioga, qui uoluerint transire mercaturas uersus alauam, aut de aliam terram ultra ebro, aut omnes de alaua, aut de alia terra quacumque uersus lucronium, aut ad nagaram, aut riogam, transeant per mirandam et non per alia loca: si non perdant mercaturas; et de lucronio ad mirandam non sit pons nec barca..."

La interpretación al castellano moderno sería:

Todas las personas de Logroño, o de Nájera o de Rioja que quieran trasladar mercancías al otro lado del Ebro, lo deben hacer por Logroño o Miranda, y no por otro lugar ni siquiera en barca; de otro modo perderán las mercancías.